# Ебергард II (граф Вюртембергу)
Ебергард II Перепуд (нім. Eberhard II. der Greiner; бл. 1315 – 15 березня 1392) — 9-й граф Вюртемберзький в 1344—1392 роках. Вів запеклі війни проти Швабського союзу міст, в яких зрештою здобув перемогу. Його прізвисько відбиває те, що завдавав остраху ворогам. Старошвабське слово «der Greiner» також тлумачать як Сварливий. В лицарів-васалів також звався як «Гучна борода» (нім. Rauschebart).

## Життєпис
Походив з Вюртемберзького дому. Старший син Ульріха III, графа Вюртембергу, та Софії Пфіртської. Народився близько 1315 року. Здобув загальну освіту, насамперед військову. 1342 року пошлюбив представницю графського роду Геннеберг-Шлойзінген. 1344 року після смерті батька разом з молодшим братом Ульріхом IV став графом Вюртемберзьким. Між братами було укладено угоду про неподільність родинних володінь.
Обрав політику укладання союзів зі швабськими графами і князями. Основну загрозу Ебергард II вбачав в амбіціях імператора Карла IV Люксембурга. Водночас був рішуче налаштований проти швабських імперських міст, що заважали розширенню Вюртемберга. 1354 року отримав від графа Генріха II фон Ебертштайна 1/4 міста Генрсбах і замку Нойеберштайн, половину Муггенштурму. 1357 року купив місто Беблінген.
1360 року разом з братом отримав від останнього додаткові привілегії, зокрема про єдину юрисдикцію в усіх володіннях Вюртемберзького дому. 1362 року змусив Ульріха IV відмовитися від спільного управління. 1366 року після смерті останнього офіційно став єдиним графом Вюртембергу. 1364 року приєднав графство Вайхінген-Кальв.
1367 року, коли Ебергард II прибув на теплі термальні джерела в Вілдбаді граф Вольф фон Еберштайн за підтримки загонів 9 швабських шляхтичів спробував захопити графа Вюртемберзького в замку Штаубенгарт, але Ебергардові II вдалося втекти. У відповідь останній рушив на графа Еберштайна, взявши в облогу замок Нойеберштайн. При цьому дістав підтримку імператора Карла IV. Втім облога була марною. Кволі сутички тривали до 1369 року.
Постійні кофлікти з імперськими містами призвели 1372 року до відкритого протистояння. Спочатку в битві біля Альгайма вюртемберзьке військо завдало армії міст поразки. Це спричинило відновлення Швабського союзу. Спочатку імператор підтримував Ебергарда II. Втім після поразки того в битві біля Ройтлінгену 1377 року став на бік Швабського союзу. Невдовзі графа Вюртембергу було позбавлено посади імперського ландфогта в Нижній Швабії.
Посилення Швабського союзу протягом 1381—1385 років змусило Ебергарда II налагодити співпрацю з новим королем Німеччини Венцелем I Люксембургом. 1388 року почався новий конфлікт з імперськими містами. В запеклій битві біля Деффінгену вюртемберзьке військо здобуло рішучу перемогу, але в битві загинув спадкоємець Вюртембергу. Разом з тим перемога призвела до суттєвого ослаблення Швабського союзу та посилення відповідно Вюртемберзького графства.
Помер Ебергард II 1392 року в Штутгарті, його поховано в колегіальній церкві. Йому спадкував онук Ебергард III.

## Родина
Дружина — Єлизавета, донька графа Генріха VIII фон Геннеберг-Шлойзінген
Діти:
- Ульріх (д/н — 1388)
- Софія (1343—1369), дружина Жана I, герцога Лотарингії